# Liste der Mitglieder des Sächsischen Landtags 1873/74
Diese Liste gibt einen Überblick über die Mitglieder des 15. ordentlichen Sächsischen Landtags, der vom 16. Oktober 1873 bis zum 10. Oktober 1874 tagte.

## Zusammensetzung der I. Kammer

### Präsidium
- Präsident: Ludwig Eduard Victor Freiherr von Zehmen
- Vizepräsident: Friedrich Wilhelm Pfotenhauer
- 1. Sekretär: Conrad Eduard Löhr
- 2. Sekretär: Hugo von Schütz

### Vertreter des Königshauses und der Standesherrschaften
| Besitz oder Institution                                      | Abgeordneter                                                                            | Bemerkungen                                                                                                |
| ------------------------------------------------------------ | --------------------------------------------------------------------------------------- | --- |
| Sächsisches Königshaus                                       | Prinz Georg                                                                             | |
| Besitzer der Standesherrschaft Königsbrück                   | August Graf Wilding von Königsbrück                                                     | |
| Besitzer der Standesherrschaft Reibersdorf                   | Kurt Heinrich Ernst Graf von Einsiedel                                                  | |
| Besitzer der Herrschaft Wildenfels                           | Friedrich Magnus Graf zu Solms-Wildenfels durch seinen Bevollmächtigten Hugo von Schütz | |
| Vertreter der vier Schönburgischen Lehnsherrschaften         | Carl Graf von Schönburg                                                                 | Ankündigung des Eintritts in die Kammer am 23. Januar 1874, bittet umgehend um Beurlaubung wegen Krankheit |
| Bevollmächtigter der fünf Schönburgischen Rezessherrschaften | Fürst Otto Friedrich von Schönburg-Waldenburg                                           | |
| Vertreter der Universität Leipzig                            | Gustav Adolf Fricke                                                                     | |

### Vertreter der Geistlichkeit
| Amt                                  | Abgeordneter               | Bemerkungen |
| ------------------------------------ | -------------------------- | ----------- |
| Evangelischer Oberhofprediger        | Ernst Volkmar Kohlschütter |             |
| Dekan des Domstifts zu Bautzen       | Ludwig Anton Forwerk       |             |
| Superintendent zu Leipzig            | Gotthard Victor Lechler    |             |
| Vertreter des Kollegiatstifts Wurzen | Hennig Albert von Stammer  |             |
| Vertreter des Hochstifts Meißen      | Gustav von Watzdorf        |             |

### Auf Lebenszeit gewählte Abgeordnete der Rittergutsbesitzer
| Wahlbezirk            | Abgeordneter                                                                   | Bemerkungen                                                      |
| --------------------- | ------------------------------------------------------------------------------ | ---------------------------------------------------------------- |
| Meißner Kreis         | Christoph Holm von Egidy                                                       |                                                                  |
| Meißner Kreis         | Victor Wilhelm Freiherr von Ferber                                             |                                                                  |
| Meißner Kreis         | Karl Christian Arthur Freiherr Dathe von Burgk                                 |                                                                  |
| Erzgebirgischer Kreis | William Krafft                                                                 |                                                                  |
| Erzgebirgischer Kreis | Hans Eberhard von Schönberg                                                    |                                                                  |
| Oberlausitz           | Franz Guido Hempel                                                             |                                                                  |
| Oberlausitz           | Karl Sahrer von Sahr                                                           | † 1874                                                           |
| Oberlausitz           | Julius Robert Deumer                                                           | ausgeschieden im April 1874 durch teilweisen Verkauf seines Guts |
| Oberlausitz           | Karl Boremäus August Andreas Michael Herrmann Clemens Graf von Schall-Riaucour | Mandatsantritt am 2. Oktober 1874                                |
| Oberlausitz           | Benno Karl Rudolf von Watzdorf                                                 | Mandatsantritt am 2. Oktober 1874                                |
| Leipziger Kreis       | Otto von Böhlau                                                                |                                                                  |
| Leipziger Kreis       | Alexis Peltz                                                                   |                                                                  |
| Vogtländischer Kreis  | Karl von Metzsch                                                               |                                                                  |
| Vogtländischer Kreis  | Wilhelm Otto Seiler                                                            |                                                                  |

### Rittergutsbesitzer durch Königliche Ernennung
- Heinrich Otto von Erdmannsdorf
- Gustav von König
- Curt Ernst von Posern
- Ludwig Eduard Victor von Zehmen
- Bernhard Edler von der Planitz
- Georg von Miltitz
- Karl Adolf Graf von Hohenthal
- Friedrich Emil Robert Meinhold
- Karl Graf von Rex
- Theodor Graf zur Lippe

### Magistratspersonen
| Wahlbezirk | Abgeordneter                                     | Bemerkungen                                                      |
| ---------- | ------------------------------------------------ | ---------------------------------------------------------------- |
| Dresden    | Friedrich Wilhelm Pfotenhauer, Oberbürgermeister |                                                                  |
| Leipzig    | Carl Wilhelm Otto Koch, Bürgermeister            |                                                                  |
| Glauchau   | Arwed August Maximilian Martini, Bürgermeister   |                                                                  |
| Freiberg   | August Friedrich Clauß, Bürgermeister            |                                                                  |
| Grimma     | Ernst Ludwig Hennig, Bürgermeister               |                                                                  |
| Meißen     | Karl Richard Hirschberg, Bürgermeister           |                                                                  |
| Bautzen    | Conrad Eduard Löhr, Bürgermeister                |                                                                  |
| Chemnitz   | Johannes Friedrich Müller, Bürgermeister         | ausgeschieden durch Niederlegung seines Amtes am 27. August 1874 |

### Vom König nach freier Wahl ernannte Mitglieder
- Johann Paul Freiherr von Falkenstein
- Ernst Rülke
- Edmund Becker
- Konrad Sickel
- Friedrich Robert von Criegern

## Zusammensetzung der II. Kammer

### Präsidium
- Präsident: Wilhelm Michael Schaffrath
- Vizepräsident: Lothar Ottokar Wilhelm Streit
- 1. Sekretär: Wilhelm Gustav Dietel
- 2. Sekretär: Johann Alfred von Zahn

### Städtische Wahlbezirke
| Wahlbezirk | Abgeordneter                       | Partei / politische Ausrichtung | Bemerkungen |
| ---------- | ---------------------------------- | ------------------------------- | --- |
| Dresden 1  | Georg Ludwig August Walter         | DFP                             | |
| Dresden 2  | Julius Kretzschmar                 | DFP                             | |
| Dresden 3  | Richard Beck                       | Liberal                         | |
| Dresden 4  | Karl Wilhelm Gebert                | Konservativ                     | |
| Dresden 5  | Ernst Albert Jordan                | NLP                             | |
| Leipzig 1  | Wilhelm Häckel                     | Liberal                         | Nachwahl nach Mandatsniederlegung von Friedrich Eduard Näser                                                   |
| Leipzig 2  | Hermann Karl Friedrich Schnorr     | NLP                             | |
| Leipzig 3  | Johann Karl Gottlob Panitz         | NLP                             | |
| Chemnitz 1 | Eduard Beyer                       | NLP                             | |
| Chemnitz 2 | Karl Friedrich Biedermann          | NLP                             | |
| Zwickau    | Lothar Ottokar Wilhelm Streit      | DFP                             | |
| 1          | Daniel Ferdinand Ludwig Haberkorn  | Konservativ                     | |
| 2          | Johann Andreas Freiherr von Wagner | Konservativ                     | |
| 3          | Wilhelm Schaffrath                 | DFP                             | |
| 4          | Hermann Schreck                    | DFP                             | |
| 5          | Ferdinand Adolph Lange             | Liberal                         | |
| 6          | Friedrich Raimund Sachße           | Konservativ                     | |
| 7          | Wilhelm Gustav Dietel              | Liberal                         | |
| 8          | Magnus Meischner                   | DFP                             | |
| 9          | Walter Julius Gensel               | NLP                             | |
| 10         | Franz Jacob Wigard                 | DFP                             | Nachwahl, nachdem Ludwig Bernhard Krüger krankheitsbedingt am 13. November 1873 sein Mandat niedergelegt hatte |
| 11         | Richard Ludwig                     | NLP                             | |
| 12         | Friedrich Arthur Eysoldt           | DFP                             | |
| 13         | Heinrich August Hahn               | Konservativ                     | |
| 14         | August Gottwerth Penzig            | NLP                             | |
| 15         | Karl Friedrich Ferdinand Uhle      | Liberal                         | |
| 16         | Herrmann Kürzel                    | NLP                             | |
| 17         | Heinrich Eduard Minckwitz          | DFP                             | |
| 18         | Karl Wilhelm Stauß                 | NLP                             | |
| 19         | Richard Petri                      | DFP                             | |
| 20         | Carl Eduard Mannsfeld              | Konservativ                     | |
| 21         | Ferdinand Querner                  | Konservativ                     | |
| 22         | Robert Körner                      | NLP                             | |
| 23         | Franz Moritz Kirbach               | NLP                             | |
| 24         | Gustav Emil Leberecht Hartwig      | Konservativ                     | |

### Ländliche Wahlbezirke
| Wahlbezirk | Abgeordneter                          | Partei / politische Ausrichtung | Bemerkungen                                              |
| ---------- | ------------------------------------- | ------------------------------- | -------------------------------------------------------- |
| 1          | Christian Gottlieb Riedel             | DFP                             |                                                          |
| 2          | Wilhelm Theodor Israel                | Liberal                         |                                                          |
| 3          | Julius Pfeiffer                       | NLP                             |                                                          |
| 4          | Karl August Heinze                    | DFP                             |                                                          |
| 5          | Andreas Strauch                       | Konservativ                     | sorbisch Handrij Kerk                                    |
| 6          | Karl Hermann Fahnauer                 | DFP                             |                                                          |
| 7          | Karl Bernhard Päßler                  | Konservativ                     |                                                          |
| 8          | Friedrich Wilhelm Beeg                | Konservativ                     |                                                          |
| 9          | Gustav Philipp                        | DFP                             |                                                          |
| 10         | Karl Gottlob Barth                    | Konservativ                     |                                                          |
| 11         | Friedrich Wilhelm May                 | DFP                             |                                                          |
| 12         | August Gotthardt Petzold              | Liberal                         |                                                          |
| 13         | Adolph Moritz Jungnickel              | Liberal                         |                                                          |
| 14         | Richard von Oehlschlägel              | Konservativ                     |                                                          |
| 15         | Eugen Käferstein                      | Konservativ                     |                                                          |
| 16         | Robert Richard Grahl                  | DFP                             |                                                          |
| 17         | Friedrich Wilhelm Oehmichen           | DFP                             |                                                          |
| 18         | Karl Ernst Klopfer                    | Konservativ                     |                                                          |
| 19         | Karl Heinrich Richter                 | Konservativ                     |                                                          |
| 20         | Erdmann Theodor Günther               | Konservativ                     |                                                          |
| 21         | Traugott Otto Starke                  | Konservativ                     |                                                          |
| 22         | Johann Nepomuk Köckert                | Konservativ                     |                                                          |
| 23         | Karl Heine                            | DFP                             |                                                          |
| 24         | Curt Moritz Starke                    | DFP                             |                                                          |
| 25         | Heinrich Louis Schmidt                | Konservativ                     |                                                          |
| 26         | Magnus Guido Uhlemann                 | Konservativ                     |                                                          |
| 27         | Gustav Richter                        | Konservativ                     |                                                          |
| 28         | Karl Ernst Seydel                     | Konservativ                     |                                                          |
| 29         | Georg Otto von Ehrenstein             | Konservativ                     |                                                          |
| 30         | Friedrich Wilhelm Winkler             | NLP                             |                                                          |
| 31         | Ludwig Leuschner                      | NLP                             |                                                          |
| 32         | Leonçe Robert Freiherr von Könneritz  | Konservativ                     |                                                          |
| 33         | Karl Gottlob Heymann                  | Konservativ                     |                                                          |
| 34         | Kurt von Einsiedel                    | Konservativ                     |                                                          |
| 35         | Karl Mehnert                          | Konservativ                     |                                                          |
| 36         | Karl Gustav Zumpe                     | Konservativ                     |                                                          |
| 37         | Johann Alfred von Zahn                | Konservativ                     |                                                          |
| 38         | Karl Gotthold Krause                  | NLP                             |                                                          |
| 39         | Leopold Gräßer                        | Konservativ                     |                                                          |
| 40         | Friedrich August Barth                | Konservativ                     |                                                          |
| 41         | Franz Adler                           | Konservativ                     |                                                          |
| 42         | Bernhard Heinrich Freiherr von Hausen | Konservativ                     |                                                          |
| 43         | Karl Leistner                         | NLP                             | † Mai 1874                                               |
| 43         | Karl Friedrich Adler                  | Konservativ                     | Nachwahl am 3. August, Mandatsantritt am 2. Oktober 1874 |
| 44         | Emil Kreller                          | Konservativ                     |                                                          |
| 45         | Johann Ehrhardt Sünderhauf            | Konservativ                     |                                                          |